# Уитли, Ортис
Ортис Уитли (англ. Aurtis Whitley; 1 мая 1977, Баратария, Тринидад и Тобаго) — тринидадский футболист.

## Клубная карьера
Выступал на позиции полузащитника. В юные годы подавал большие надежды и в 20 лет уехал выступать в Европу за португальскую «Виторию Сетубал». Однако за сезон Уитли не провёл ни одной игры за клуб, после чего предпочёл вернуться на родину. Там он продолжал успешно выступать. Ортис Уитли считался одним из сильнейших игроков чемпионата Тринидада и Тобаго.

## Международная карьера
Полузащитник долгое время выступал за сборную Тринидада и Тобаго. Он дебютировал в национальной команде в 2000 году.
В 2006 году Уитли принял участие в 3 матчах сборной на чемпионате мира по футболу в Германии. После окончания мундиаля полузащитник некоторое время был капитаном сборной.